# Živinice (canton de Tuzla)
Pour les articles homonymes, voir Živinice.
Živinice (en cyrillique : Живинице) est une ville et une municipalité de Bosnie-Herzégovine située dans le canton de Tuzla et dans la fédération de Bosnie-et-Herzégovine. Selon les premiers résultats du recensement bosnien de 2013, la ville intra muros compte 17 495 habitants et la municipalité 61 201.

## Géographie
La municipalité de Živinice s'étend s'étend des pentes septentrionales du mont Konjuh jusqu'à la plaine de la rivière Spreča, qui traverse la région de l'est vers le nord-ouest. La ville elle-même est située au confluent de la Gostelja et de l'Oskova, peu avant que cette dernière rivière ne se jette dans la Spreča. Le mont Konjuh possède des gisements de charbon et, au nord, sur la montagne de Majevica, se trouvent des gisements de lignite. 
La municipalité est entourée par celles de Banovići, Kalesija, Kladanj, Lukavac, Šekovići et Tuzla.

## Histoire
Živinice est mentionnée pour la première fois en 1764 dans un document de l'Empire ottoman.

## Localités

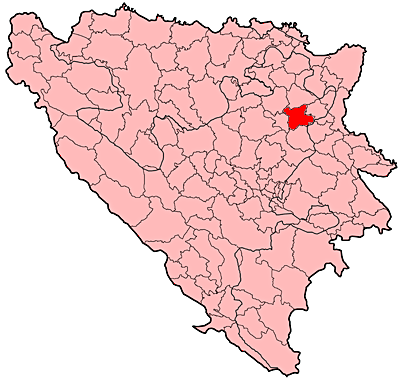
Localisation de la municipalité de Živinice en Bosnie-Herzégovine

La municipalité de Živinice compte 29 localités :
| - Bašigovci - Brnjica - Djedino - Dubrave Donje - Dubrave Gornje - Dunajevići - Đurđevik - Gračanica - Kovači - Kršići | - Kuljan - Lukavica Donja - Lukavica Gornja - Odorovići - Priluk - Spreča - Suha - Svojat - Šerići - Tupković Donji | - Tupković Gornji - Višća Donja - Višća Gornja - Vrnojevići - Zelenika - Zukići - Živinice (Živinice Grad) - Živinice Donje - Živinice Gornje |

## Démographie

### Villeintra muros

#### Évolution historique de la population dans la villeintra muros
| 1948 | 1953 | 1961  | 1971  | 1981  | 1991   | 2013   |
| ---- | ---- | ----- | ----- | ----- | ------ | ------ |
| -    | -    | 4 022 | 5 426 | 7 957 | 11 947 | 17 495 |

|  |

### Municipalité

#### Évolution historique de la population dans la municipalité
| 1961   | 1971   | 1981   | 1991   | 2013   |
| ------ | ------ | ------ | ------ | ------ |
| 29 794 | 40 335 | 48 515 | 54 783 | 61 201 |

#### Répartition de la population par nationalités dans la municipalité (1991)
En 1991, sur un total de 54 783 habitants, la population se répartissait de la manière suivante :

## Politique
À la suite des élections locales de 2012, les 31 sièges de l'assemblée municipale se répartissaient de la manière suivante :
| Parti                                                               | Sièges |
| ------------------------------------------------------------------- | ------ |
| Parti d'action démocratique (SDA)                                   | 9      |
| Parti social-démocrate (SDP)                                        | 7      |
| Parti d'activité démocratique (A-SDA)                               | 3      |
| Alliance pour un meilleur avenir de la Bosnie-Herzégovine (SBB BiH) | 3      |
| SUND BiH                                                            | 3      |
| Parti pour la Bosnie-Herzégovine (SBiH)                             | 2      |
| Parti populaire de l'amélioration par le travail (Za boljitak)      | 2      |
| Union sociale-démocrate de Bosnie-Herzégovine (SDU BiH)             | 1      |
| Parti patriotique de Bosnie-Herzégovine-Sefer Halilović (BPS)       | 1      |

Hasan Muratović, membre du Parti social-démocrate (SDP), a été élu maire de la municipalité.
Lors des élections locales anticipées de 2015 à Živinice, Asim Aljić, membre du Parti d'action démocratique (SDA), a été élu maire en remplacement de Hasan Muratović.

## Économie
- Mine de Dubrave

## Personnalités
- Elvir Rahimić
- Boris Živković
- Mirsad Bešlija
- Adnan Šećerović
- Mato Đaković
- Dzemal Dzihanovic-Kemix
- Jusuf Nurkić